# CSM Corona Brașov
Der Clubul Sportiv Municipal Corona Brașov (bis 2019 Asociația Sport Club Corona 2010 Brașov, zuvor Sport Club Municipal Fenestela 68 Brașov) ist ein rumänischer Eishockeyverein aus Brașov, der mit seiner Profimannschaft an der rumänischen Eishockeyliga und der internationalen MOL Liga teilnimmt.

## Geschichte
Der Verein wurde im Jahre 2007 gegründet. Ab dem Jahr 2010 wurde er als Sektion Eishockey unter dem Dach des ASC Corona 2010 geführt. In der Saison 2011/12 wurde der Verein Zweiter der Eishockeymeisterschaft. Ein Jahr später gelang der Mannschaft im Rumänischen Eishockeypokal durch einen 3:2-Endspielsieg gegen den HSC Csíkszereda der erste große Erfolg auf nationaler Ebene. Im Jahr 2014 konnte dieser Erfolg durch den Gewinn der Meisterschaft noch übertroffen werden. Im Dezember des gleichen Jahres sicherte man sich den zweiten Pokalsieg.
Drei Jahre später, im Frühjahr 2017, konnte die zweite Meisterschaft der Vereinsgeschichte gefeiert werden. Der dritte Titel wurde 2019 in die Karpatenstadt geholt, zwei Jahre später der dritte Pokalsieg. Ebenfalls konnte 2021 die vierte Meisterschaft gefeiert werden, 2023 und 2024 folgten Titel Nummer fünf und sechs. 2024 wurde erstmals die multinationale Erste Liga gewonnen. 2019 wurde die Eishockeymannschaft in den Clubul Sportiv Municipal Corona Brașov integriert.

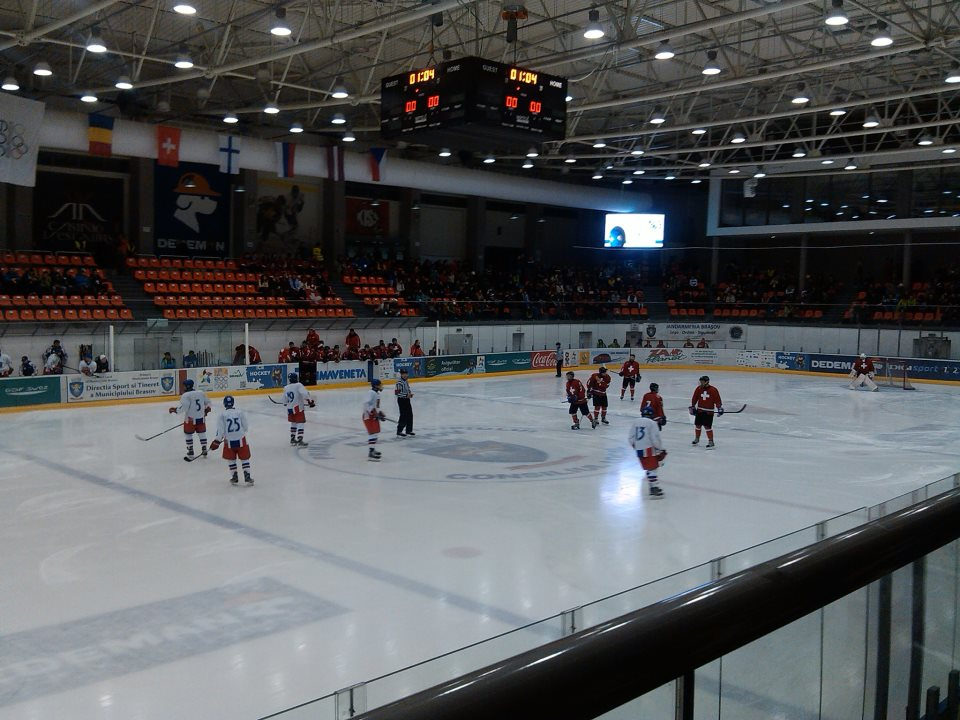
Patinoarul Olimpic Brașov

## Stadion
Die Heimspiele des Clubs werden in der im Jahre 2000 gebauten Patinoarul Olimpic (Olympic Arena) in Brașov ausgetragen. Das Eisstadion hat ca. 2.000 Plätze, davon 1.600 Sitzplätze. Zuvor wurde in der Eishalle Mujegpalya in Gheorgheni gespielt.